# Ornella De Rosa
Ornella De Rosa ist eine argentinische Handballspielerin, die in der Disziplin Beachhandball zeitweise argentinische Nationalspielerin war.

## Handball
De Rosa spielte für UnLu Handball, die Mannschaft der Universidad Nacional de Luján, auf der höchsten Ebene in Argentinien Hallenhandball.
Seit Ende der 2000er Jahre gehörte De Rosa zum Umfeld der argentinischen Nationalmannschaft im Beachhandball, gehörte etwa 2009 zum erweiterten Nationalkader. Sie debütierte im Rahmen der South-American Beach Games 2011 für die Nationalmannschaft ihres Landes. Hier erreichten die Argentinierinnen das erste Mal ein internationales Finale, verloren dieses aber mit 0:2 gegen Brasilien, die zu dieser Zeit stärkste Mannschaft Amerikas und eine der stärksten Mannschaften der Welt. Es blieb ihr einziger Einsatz bei einer internationalen Meisterschaft, auch wenn sie auch danach noch weiterhin zum weiteren Umkreis der Mannschaft gehörte.